# بتة النمل
بِتّة النمل (الاسم العلمي: Grallariidae)، فصيلة طيور من الجواثم تستوطن أمريكا الوسطى وأمريكا الجنوبية الاستوائية ووشبه الاستوائية. يتراوح طولها ما بين 10 و 20 سم (4 إلى 8 بوصات).